# Йоганнес Брінкман
Йоганнес Брінкман (нід. Johannes Brinkman; повне ім'я — Йоганнес Андреас Брінкман / нід. Johannes Andreas Brinkman; 22 березня 1902, Роттердам, Нідерланди — 6 травня 1949, там же) — нідерландський архітектор, провідник раціоналізму і функціоналізму в нідерландській архітектурі ХХ століття, член групи «Нові Будівлі» (нід. Nieuwe Bouwen).

## Біографія
Йоганнес Брінкман — син архітектора Міхіла Брінкмана (Michiel Brinkman). Закінчив Делфтський технічний університет (1925). 
Після смерті батька очолив його архітектурне бюро і невдовзі оформив партнерство з іншим провідним нідерландським архітектором-функціоналістом Лендертом ван дер Влюгтом (Leendert van der Vlugt). У межах цієї співпраці було зведено низку важливих проектів, серед яких промислові споруди заводу Ван Нелле (Van Nellefabriek) і стадіон «Феєнорд» (обидва — Роттердам).
Після смерті ван дер Влюгта Брінкман у 1936 році об'єднався з Йо ван ден Бруком (Jo van den Broek). У цей період був, зокрема, споруджений роттердамський офіс судноплавної компанії Holland America Line.
У 1948 році до Бюро Brinkman & Van der Vlugt долучився Яп Бакема (Jaap Bakema). Після смерті Брінкмана в 1949 році архітектурне бюро продовжило свою діяльність під назвою Van den Broek & Bakema.

## Вибрані споруди
- Житловий будинок van der Leeuw, Роттердам, 1930;
- фабрика Неллефабрік (нід. Van Nellefabriek), Роттердам, 1931;
- Будинок Зонневелд (нід. Huis Sonneveld), Роттердам, 1930;
- стадіон «Феєнорд», Роттердам, 1930;
- Круїзний термінал, Роттердам 1946.

## Галерея споруд

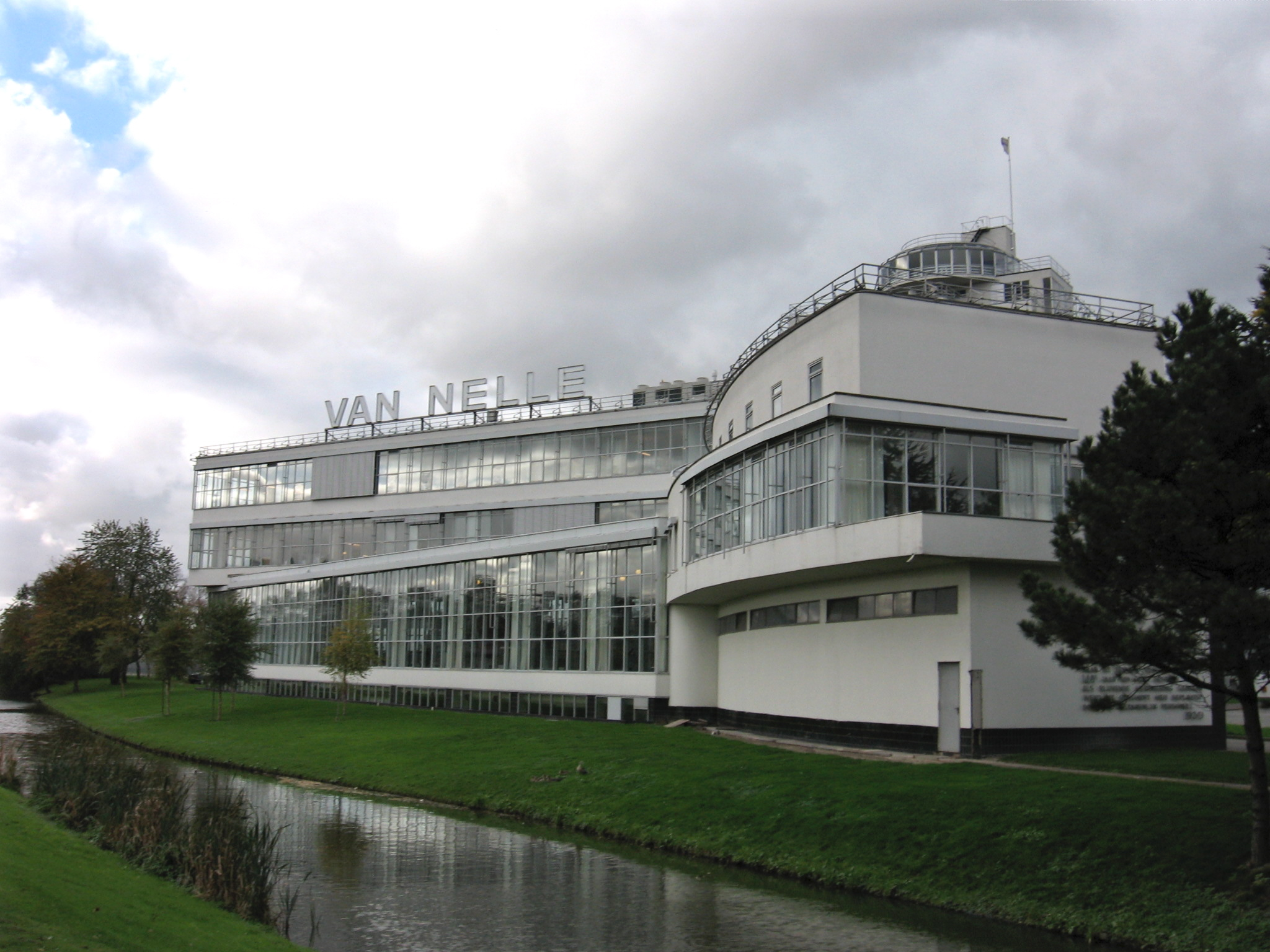
Фабрика Нелле, Роттердам
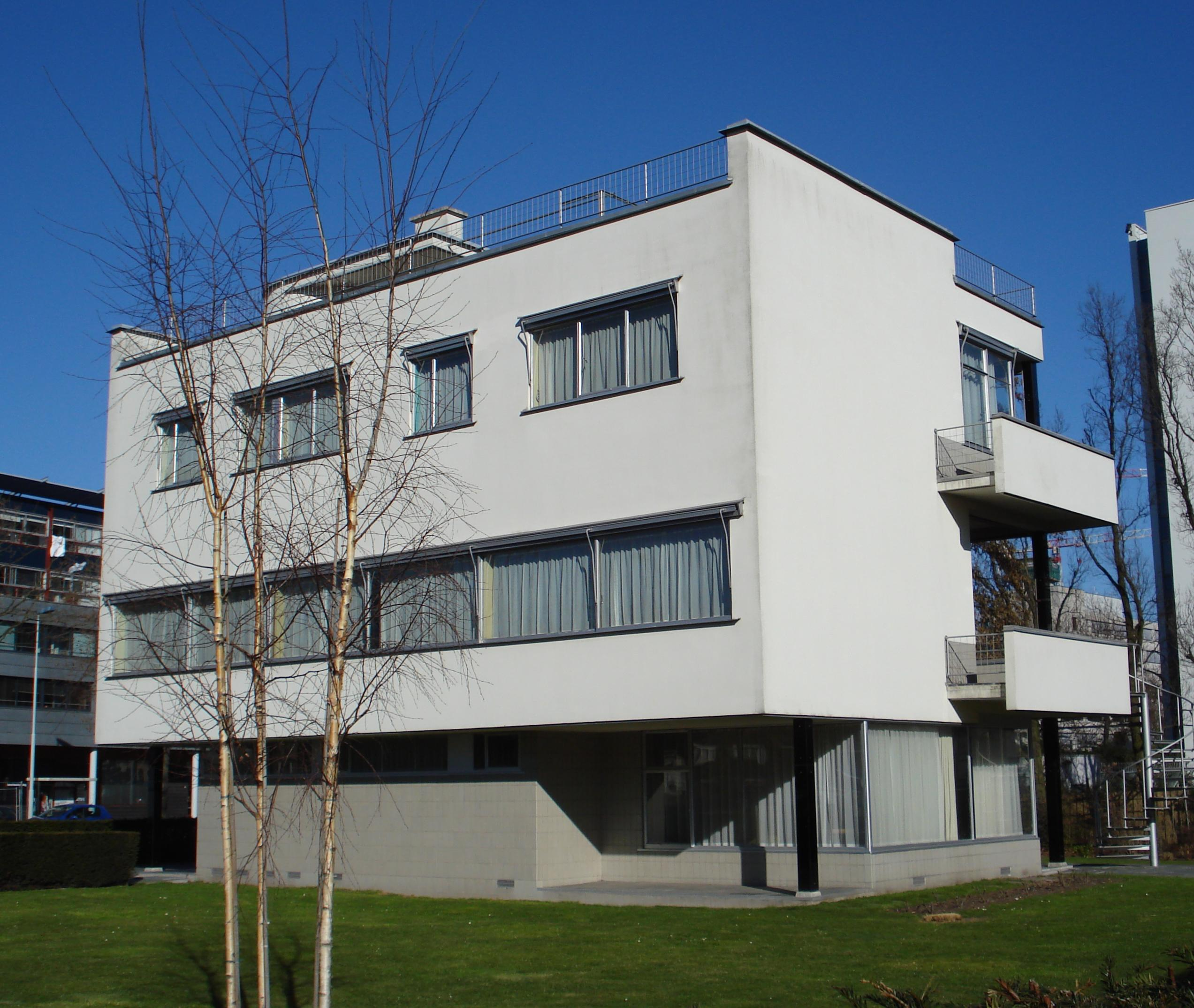
Будинок Зонневельд, Роттердам
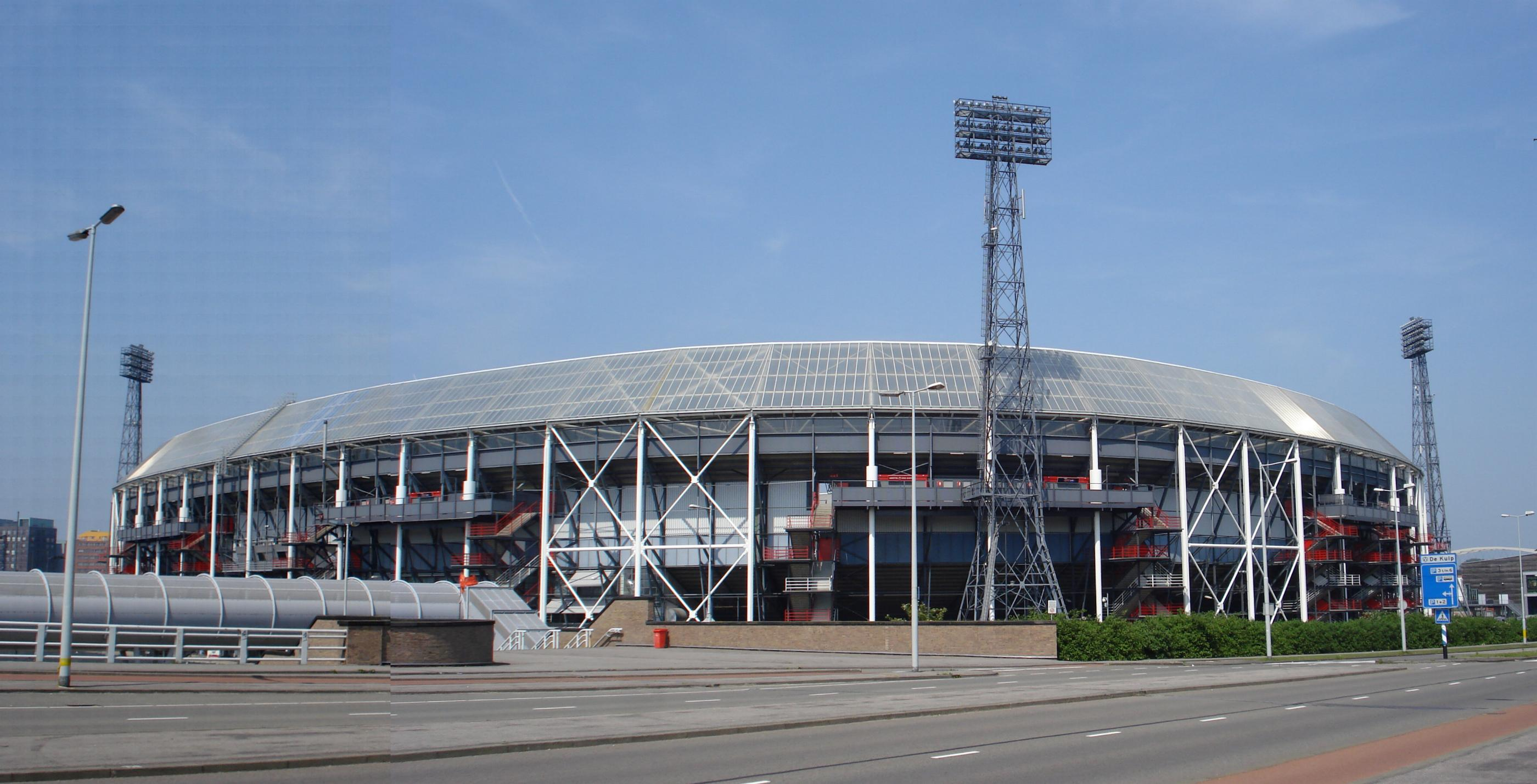
стадіон «Феєнорд», Роттердам